# Конан-варвар (фильм, 2011)
«Конан-варвар» (англ. Conan the Barbarian) — фэнтезийный боевик Маркуса Ниспеля в формате 3D. Фильм рассказывает о киммерийце Конане, персонаже повестей Роберта И. Говарда. Премьера в США прошла 19 августа 2011 года.

## Сюжет
«Во времена, когда вода поглотила Атлантиду, и до прихода Сынов Ария», карту древнего мира делили множества царств, среди которых выделялась могущественная империя Ахерон. Ею управляла группа безжалостных некромантов, которые создали из костей поверженных царей Священную Маску, наделившую силой, благодаря кровавым жертвоприношениям своих невинных дочерей. Обладающий маской получал силы чёрной магии - подчинять себе злых духов - , благодаря чему Ахерон покорил своих соседей, утопив их в крови и сея вокруг хаос и разорение. Единственными, кто смог противостоять могущественной империи, были непокорные племена варваров. Молот Варвара-Победителя разбил маску, тем самым ознаменовав окончание господства некромантов. Ахерон пал, а его столица, Крепость Хор-Кальба, разрушена до основания. Чтобы не допустить воскрешения Ахерона, вожди варваров приняли решение, что каждое племя заберёт себе частицу маски и надёжно спрячет. Однако существовало пророчество, что однажды найдётся тот, кто соберёт маску вновь и станет правителем всего мира. Так наступила Хайборийская эра, время столь же прекрасное, сколько жестокое. И в это время на свет появился удивительный ребёнок, рождённый битвой...
Спустя 1 000 лет после Падения Ахерона группа варваров-киммерийцев вступила в бой с враждебным им племенем ваниров, чьи воины носят черепа животных в качестве шлема. Среди сражающихся была Фиола, беременная жена кузнеца Корина. Когда Фиолу ранили, Корин прорвался через всё поле битвы, чтобы помочь ей. Чувствуя свою неизбежную кончину, Фиола попросила мужа позволить ей увидеть ребёнка перед смертью. Корин помогает рождению сына через кесарево сечение, а Фиола успевает дать ему имя — Конан.
Проходят годы. Конан ещё совсем мальчик, но уже жаждет быть воином. Когда Корин видит его среди юношей, что готовятся стать воинами, он сначала не желает давать сыну шанс проявить себя в испытании, суть которого в забеге вокруг холмов с перепелиным яйцом во рту, при этом не разбив его, но отец решается дать сыну возможность проявить себя. В ходе забега юноши натыкаются на группу неизвестных воинов с белой кожей, красной краской чуть выше носа и заострёнными зубами. Юноши бегут, а Конан единолично убивает их всех голыми руками. Вернувшись в деревню, Конан приносит отцу головы поверженных врагов и выплёвывает яйцо, которое разбивается только при ударе об землю.
Позже Корин находит Конана в кузнице, практикующегося с мечом. Корин решил, что сын уже готов обладать мечом и куёт для него особое оружие, поясняя, что Великий Секрет Стали — объединение огня и льда, не вознося что-то одно над другим. "Когда-нибудь этот меч станет твоим, — сказал тогда Корин сыну. — Но сначала ты должен понять его природу". Когда меч закончен, Корин проводит с Конаном спарринг на замёрзшем озере и замечает, что в мальчике есть сила и таланты, но слишком много «огня». Конан в пылу битвы пытается напасть на отца со спины, но Корин пользуется хитростью и, вонзив меч в лёд, заставляет провалиться сына в холодную воду. Корин констатирует, что ему ещё рано владеть мечом.
Конан гуляет по лесу, пытаясь заглушить гнев на отца ударами по заснеженным веткам, и замечает тех самых чужеземцев, чьих сородичей он убил ранее. Те оказались разведчиками, а к деревне Конана полным ходом идёт наступление хорошо организованных и подготовленных воинов. Конан тоже участвует в сражении, но когда одноглазая лучница ранит его отца в ногу и пленит, он следует за ним. Корина приводят в кузницу, где в окружении верных генералов сидит воевода. Он говорит, что каждый из его генералов также принадлежит варварским племенам, и они присоединились к нему, когда поняли, что однажды он станет богом, на что Корин отвечает, что однажды кланы киммерийцев объединятся против него и «ничто его не спасёт, будь он хоть богом». В ответ воевода бьёт Корина, тем самым спровоцировав Конана на атаку. Мальчишка-киммериец ранит воеводу царапиной на ухе, а одному из его генералов отсекает нос. Дочь воеводы, которую он называл Марика, по наставлению отца начала применять свои магические способности на поиски спрятанного в кузнице осколка Священной Маски. Марика находит его под половицей в старинной шкатулке. Воевода решил наказать Корина за неповиновение более страшной участью, чем пытки или смерть: он приковал кузнеца к висящему над головой чану с расплавленной сталью и ранил колени, из-за чего Конан должен держать цепь чана, чтоб не дать стали убить отца. Воевода соединяет осколок с остальной маской и провозглашает своим людям, что она готова, но теперь ему нужна «чистокровная», чтобы оживить силу маски, а вместе с ней свою жену. Уходя, захватчики поджигают деревню.
Кузница охвачена пожаром. Конан до поздней ночи держит цепь, не обращая внимания на капающую на него сталь. Корин, понимая что они оба могут погибнуть, просит сына отпустить цепь, чтобы Конан спасся и мог отомстить, а Корин наконец воссоединился со своей женой Фиолой на том свете. Понимая, что сам Конан не отпустит цепь, Корин силой опрокидывает на себя чан с раскалённой сталью, а у Конана на всю жизнь остаются шрамы на ладонях. Так как Марика забрала меч Корина в качестве трофея, Конан бредёт по разрушенной деревне в поисках нового. Среди трупов он находит меч, после чего произносит боевой клич, которым клянётся, что отомстит.
Проходит 20 лет. Конан покинул родную Киммерию и учился выживанию как вор и убийца. С годами он заработал себе славу, участвуя в штурме на стены крепости Венариум, украл знаменитое «Сердце слона» и победил колдуна Яра, и даже был мужем предводительницы пиратов Белит, погибшей на реке Зархебе, где сталкиваются с последним представителем таинственной древней расы. Но за эти годы он не приблизился к тому, кто убил его отца. Однажды он и его друг Артус, пиратский капитан, совершают налёт на колонию работорговцев на побережье Зингары. Пираты убивают работорговцев и даруют узникам свободу, забрав их с собой в богатый город Мессантию, столицу Аргоса. Во время пиршества в таверне, Артус рассказывает, что встретил Конана ещё подростком, когда он был оборванцем и воровал на грязных улицах Шадизара, в Заморе. В разгар пьянки, Конан заметил прячущегося от стражи среди столов одноглазого человека. Как оказалось, стражу возглавляет тот самый генерал, которому Конан отсек нос. Конан пользуется беглецом, чтобы самому попасть в темницу, устроив драку со стражниками.
На каторге, куда сгоняются все пойманные стражниками бедняки и преступники Мессантии, Конан вырывается из оков, и воспользовавшись головой одного из надзирателей проникает в кабинет начальника стражи, Безносого Луция. На допросе, в котором одноглазый заключённый давит запястья начальника стражи особым механизмом, а Конан вгоняет палец в отверстие на лице, где был нос, Луций признаётся, что воевода, уничтоживший киммерийскую деревню, это Халар Зим, самопровозглашённый Властелин Тени и владыка восстановленной крепости Хор-Кальба. Бывший генерал признаётся, что Зим следует советам своей дочери, ахеронской ведьмы, и верит что чёрная магия империи некромантов сделает его владыкой мира, а Луций, не решившийся служить подобному безумию, покинул его. Также он рассказывает, что Зим возвращается из очередного похода через Запретный Лес, по дороге сквозь Долину Шапур. Конан обещал не убивать его после того, как тот все расскажет, но киммериец поступает хитрее: срывает с шеи ключ от всех замков на каторге, после чего заставляет Луция проглотить его и отдаёт начальника стражи на растерзание заключённым. Конан отправляется обратно на корабль в Мессантию, а освобождённый им одноглазый, назвавшийся Эла-Шаном, Королём Воров Аргалона, предлагает найти его, если тот решится отправиться в Хор-Кальбу.
Выйдя в море, Артус говорит, что Мессантию ждут недельные беспорядки после случившегося на каторге. Конан рассказывает другу о том что узнал от Луция, и Артус сначала предлагает помочь Конану в мести, но киммериец просит просто ждать его у заставы на побережье, так как это его личное дело. Высадившись у Шапурской Заставы, Конан движется через пустыню. Тем временем, в отдалённом Монастыре Ордена Шапур, настоятель Фассир разговаривает с послушницами, среди которых молодая гирканка Тамара. Он предсказывает послушнице, что скоро она встретится с могучим воином, который приведёт её в родные края, но умалчивает, что Халар Зим и его армия наступают на монастырь. Когда армия Властелина Тени врывается в монастырь громя всё на своём пути, Фассир отводит Тамару к повозке, которую монахи отбили у солдата Халара, и приказывает уезжать в Гирканию. В погоню за повозкой отправляется генерал Ремо, лидер разведчиков.
Конан замечает повозку в лесу на пути в монастырь и тут же скачет к ней, увидев в подзорную трубу символ Ахеронской Маски, герб Халара Зима. Всадники Ремо справляются с монахами, но с Конаном они справиться не способны, а того удивляет, что в повозке нет самого Зима. У каменного капища Конан и Ремо встречаются лицом к лицу и киммериец заставляет вспомнить о рейде на его деревню и говорит, что будет преследовать его «до самого Пекла». Ремо скачет прочь, а Конан достаточно грубо забирает Тамару с собой.
В разорённом монастыре, Марика проверяет своей магией каждую из послушниц, но не найдя «чистокровную», в гневе пронзает живот одной и царапает лицо другой. Фассир говорит Зиму, что наследников Древней Крови в монастыре нет и что это мирное поселение, где почитают жизнь. Халар склоняется перед настоятелем и говорит, что такие как он почитают Смерть, напоминая как его жену Маливу, прямо на глазах его и дочери сожгли на костре, перед этим загнав её, как дикое животное, в Леса Офира. Фассир во всеуслышание говорит, что тяга к знаниям Ахерона подтапливается жаждой власти, а не любовью. Он говорит, что Малива стремилась поработить всю Хайборию, но ни она, ни Зим не преуспеют. В гневе Халар разбивает голову настоятеля об ступени храма, а после получает доклад, что Ремо отправился в погоню за угнанной повозкой.
Конан нагоняет и оглушает Ремо. Конан собирается ждать, пока генерал Зима проснётся, чтобы через него выйти на своего врага, а Тамара, помня про пророчество Фассира, настаивает, чтобы киммериец доставил её в Гирканию. За это Конан связывает её и проводит ночь в руинах со связанной послушницей и мнимо спящим генералом. Тем временем Халар и Марика проводят ночь на своей галере, которую тянут на колёсах рабы. От Ремо нет вестей, но Халар предвкушает как наденет маску на своё лицо и вернёт жену из Царства Мёртвых, которая принесёт с собой неведомые знания о чёрной магии. Марика протестует, говоря что сама уже достаточна сильна и что «чистокровная» может уже быть далеко. Халар лишь злится, а потом просто констатирует, что как бы она не была похожа на мать, она не Малива.
Утром Конан развязывает Тамару и пытается выяснить у неё причину атаки Зима на монастырь. Очнувшийся Ремо говорит, что она - последняя из чистокровных наследников Ахерона, и что Халар готов отдать за неё огромное количество золота, так как она была целью его поисков все эти 20 лет после разорения деревни Конана. Тамара протестует, говоря что род колдунов сгинул вместе с их империей, но Ремо стоит на своём и предлагает выступить в качестве парламентёра. Генерал разведчиков приводит Конана прямо к лагерю Халара, но киммериец решается воспользоваться Ремо иначе. Он сажает генерала в стоящий недалеко требушет и запускает его в сторону галеры. Мёртвый Ремо пробивает потолок каюты Зима с тряпкой от платья Тамары во рту, где говорится, что Конан будет ждать Халара на старой заставе. Марика по запаху от тряпки понимает, что она принадлежит «чистокровной».
На заставе Халар и Конан встречаются один на один, и воевода предлагает варвару золото за Тамару, но тот требует его голову. Пришедшая вместе с отцом Марика вызывает в помощь песчаных существ, с которыми приходится сражаться как Конану, так и Тамаре. В непродолжительной схватке Халар узнаёт в Конане того киммерийского мальчишку, который не погиб вместе с отцом в той кузне. Марика применяет хитрость и бросает в Конана отравленный кинжал, от чего Конан дезориентирован и не может сражаться. Тамара помогает ему прыгнуть со скалы в море, где их уже ждёт корабль Артуса. Убегая, Конан перед прыжком бросает факел в чаны с маслом, чтобы вызвать стену огня и тем самым задержать Халара.
Конан подавлен, что не смог отмстить за отца, но Артус подбадривает его, что тот факт, что Конан единственный во всей Хайбории, кто сражался с Халаром Зимом и выжил. Так как Тамара спасла жизнь киммерийцу, Конан становится верен ей до конца и просит друга увести её в безопасное место, пока Конан продолжает свой поход за Халаром. На корабле Артус рассказывает послушнице историю Конана и описывает варварские народы севера с более приветливой стороны чем «цивилизованные нации», так как варвары не «приносят в жертву детей и не разоряют соседние земли». Артус подмечает, что Тамара понравилась Конану, когда тот попросил друга выдать ей кожаные доспехи, критикуя новую одежду Тамары, как одежду шлюхи (на что та предполагает, что других женщин Конана на своём пути не встречал, а он отвечает, что киммерийки одеваются как воины).
В пути на пиратов нападают солдаты Халара Зима во главе с кушитом Укафой и одноглазой лучницей Черен. Не без потерь, пираты дают достойный отпор нападавшим и даже Тамаре удалось впечатлить Конана тем, что смогла совладать с киммерийским стальным мечом. Высадившись на побережье близ Хор-Кальбы, Конан говорит Артусу возвращаться в Мессантию вместе с Тамарой, но хитрый пират «случайно» забывает отдать другу карту побережья и отправляет Тамару отдать её, напоминая что корабль уйдёт на рассвете. После непродолжительного диалога о судьбе, в котором киммериец говорит что «живёт, любит и умирает в своё удовольствие» не обращая внимание на предназначение и прочее, Конан и Тамара целуются, а после занимаются любовью в пещере глубоко в лесу. На рассвете Тамара собирается возвращаться на корабль, но по пути её хватают люди Зима во главе с Марикой. Конан следует по следам девушки, но находит только коготь колдуньи. Понимая, что на прямую с гарнизоном Хор-Кальбы ему не совладать, Конан отправляется в Аргалон, столицу Хайборийских Воров на западе Шема, где встречается с Эла-Шаном и напоминает про его долг.
Приведя «чистокровную» отцу, Халар и Марика начинают готовить ритуал возрождения Священной Маски. По плану Халара, Тамара должна стать сосудом для его жены, которая сделает его богом, после чего он возродит Ахерон из огня и крови остальных наций Хайбории. Эла-Шан и Конан пробираются в подземелья Хор-Кальбы через затопленные катакомбы, где киммерийцу приходится сражаться как с последним из генералов Зима, Акхоном, так и со Стражем, кракеном, которому скармливают пленников и который чуть не съел случайно оказавшегося в клетке Короля Воров. Выбравшись на поверхность, Конан и Эла-Шан замечают процессию, которая несёт Тамару в Пещеру Черепа, где находятся руины Древнего Ахерона, и где «больше нет замков». Конан признаёт долг Эла-Шана возвращённым и отпускает его, а в пещеру отправляется один.
На алтаре некромантов, Марика признаётся отцу, что забрала меч Корина из киммерийской деревни, что весьма символично, если уж молот Варвара-Победителя некогда разбил маску, то пусть меч побеждённого варвара оживит её. Ритуал проходит успешно: кровь Тамары наполняет Священную Маску и её «щупальца» хватаются за голову Властелина Тени. Халар готовится призвать дух жены. Конан, убив одного из культистов, надевает его мантию, проникает на место ритуала и атакует Халара.. Высвобожденная сила маски вызывает сильное землетрясение, от чего Конан, Халар, Марика и Тамара падают в глубину руин. Конан и Халар сходятся в титанической схватке, где киммерийцу удаётся отбить меч своего отца. Марика пытается убить Тамару, но её спасает Конан, который отрубает колдунье руку, а Тамара толкает её с уступа на деревянный кол.
Найдя свою дочь мёртвой, Халар злится ещё сильнее, и вместе с его гневом становится сильнее и землетрясение в катакомбах. На навесном мосту Тамара падает в пропасть, но Конан подхватывает её цепью. Халар подходит всё ближе, а вместе с ним и дух Маливы, который хочет захватить тело Тамары. Зим вспоминает тот день, когда Конан точно также держался за цепь, не давая раскалённой стали убить отца. Халар хвастается, как в своё время сказал отцу Конана, что однажды станет богом, но Конан ему отвечает, что «его отец ответил, что даже это его не спасёт», после чего поддевает мечом доску под Властелином Тени, и Халар Зим падает во «Чрево Земное» с именем жены на устах, а дух Маливы отступает от Тамары. Конан и Тамара покидают рушащуюся Пещеру Черепа, вместе с которой рушатся последние надежды на возрождение Ахерона.
Конан привозит Тамару в Гирканию, в монастырь её Ордена, и она благодарна киммерийцу, что тот привёз её домой, хоть и сожалеет, что он не может остаться. Конан прощается с ней и говорит, что им ещё доведется встретиться. Спустя какое-то время, Конан возвращается в родную Киммерию, на руины своей деревни. Там он прикладывает меч отца к заросшей травой кузнечной форме и вспоминает как Корин ковал это меч, и его слова про Великий Секрет Стали и «понимание».

## В ролях
| Актёр             | Роль        |
| ----------------- | ----------- |
| Джейсон Момоа     | Конан       |
| Лео Ховард        | юный Конан  |
| Рэйчел Николс     | Тамара      |
| Стивен Лэнг       | Халар Зим   |
| Роуз Макгоуэн     | Марика      |
| Ивана Станева     | юная Марика |
| Рон Перлман       | Корин       |
| Боб Сапп          | Укафа       |
| Саид Тагмауи      | Эла-Шан     |
| Нонсо Анози       | Артус       |
| Милтон Уэлш       | Ремо        |
| Раад Рави         | Фассир      |
| Катажина Волейнио | Валерия     |
| Стивен О’Доннелл  | Люциус      |
| Морган Фримен     | рассказчик  |

## Производство
Конана могли сыграть Келлан Латс и Джаред Падалеки, но роль получил Джейсон Момоа. Лео Ховард сыграет Конана в детстве и появится только в первых 15 минутах фильма. Корина, отца Конана, мог сыграть Микки Рурк, но этот актёр предпочёл роль в фильме «Война богов: Бессмертные». Его место занял Рон Перлман, который в 2007 году озвучивал самого Конана в одноимённой компьютерной игре.
Съёмки фильма проходили в Болгарии с 15 марта по 10 июня 2010 года.

## Прокат
Премьера в Бельгии, Исландии, Филиппинах и Франции состоялась 17 августа 2011 года, в Армении, Дании, России, Румынии и Сингапуре — 18 августа 2011 года, в Канаде и Литве — 19 августа 2011 года.

## Отзывы
Фильм получил в основном негативные отзывы кинокритиков. На Rotten Tomatoes положительные обзоры написали 26 % критиков, средний рейтинг составляет 3,8 из 10. На Metacritic фильм получил 36 баллов из 100 на основе 29 рецензий.